# بروس كارلسون
بروس كارلسون هو ملحن كندي، ولد في 1944.